# Малдыкасы (Вурнарский район)
Малдыкасы́ (чув. Малтикас Ялтӑра) — деревня в Вурнарском районе Чувашской Республики. Входит в состав Азимсирминского сельского поселения.

## География
Находится в центральной части Чувашии, на расстоянии приблизительно 17 км на север-северо-запад по прямой от районного центра посёлка Вурнары.

## История
Известна с 1719 года, когда здесь было учтено 78 дворов и 330 жителей мужского пола. В XIX веке околоток деревни Первая Ялдра (ныне в составе Малдыкасы). В 1747 году было учтено 355 мужчин, в 1858 — 228 жителей, в 1906 — 82 двора, 427 жителей, в 1926 — 99 дворов и 441 житель, в 1939 — 448 жителей, в 1979 — 319. В 2002 году было 90 дворов, в 2010 — 77 домохозяйств. В 1930 году был образован колхоз «Пĕрлешÿ», в 2010 действовал ОАО «Вурнарский мясокомбинат».

## Население
Постоянное население составляло 235 человек (чуваши 99 %) в 2002 году, 221 — в 2010.